# لیگ قهرمانان اروپا ۱۷–۲۰۱۶
لیگ قهرمانان اروپا ۱۷–۲۰۱۶ شصت و دومین دوره از مسابقات فوتبال باشگاه‌های برتر اروپا و بیست و پنجمین دوره لیگ قهرمانان اروپا بود. دیدار نهایی در ورزشگاه میلنیوم شهر کاردیف ولز برگزار شد که در نهایت تیم فوتبال رئال مادرید توانست با نتیجه ۴ بر ۱ حریف خود یوونتوس را در ۹۰ دقیقه شکست دهد و برای دومین بار پیاپی و دوازدهمین بار در مجموع فاتح این جام شود.
همچنین تیم فوتبال رئال مادرید توانست به عنوان نمایند یوفا سهمیه ورود به جام باشگاه‌های جهان ۲۰۱۷ که در امارات متحده عربی برگزار شد را کسب نماید؛ ضمن اینکه این تیم در مقابل قهرمان لیگ اروپا ۱۷–۲۰۱۶، یعنی تیم فوتبال منچستر یونایتد تحت عنوان سوپر جام اروپا ۲۰۱۷ قرار گرفت.

## رتبه‌بندی کشورها
برای این دوره از رقابت‌های لیگ قهرمانان اروپا، فدراسیون فوتبال هر کشور بر حسب عملکردش در فصول میان فصل‌های ۱۱–۲۰۱۰ تا ۱۵–۲۰۱۴ از یوفا امتیازی دریافت کرده‌است. از ۵۳ لیگ کشورهای عضو یوفا، ۷۸ تیم در این رقابت‌ها حاضر شدند که سهمیمتت
و تعداد تیم‌های حاضر از هر کشور به شرح زیر است:
| رتبه | فدراسیون | امتیاز | تیم‌ها | توضیحات  |
| ---- | -------- | ------ | ----- | -------- |
| ۱    | اسپانیا  | ۹۹٫۹۹۹ | ۴     | ۱+(ل.ا.) |
| ۲    | انگلستان | ۸۰٫۳۹۱ | ۴     |          |
| ۳    | آلمان    | ۷۹٫۴۱۵ | ۴     |          |
| ۴    | ایتالیا  | ۷۰٫۵۱۰ | ۳     |          |
| ۵    | پرتغال   | ۶۱٫۳۸۲ | ۳     |          |
| ۶    | فرانسه   | ۵۲٫۴۱۶ | ۳     |          |
| ۷    | روسیه    | ۵۰٫۴۹۸ | ۲     |          |
| ۸    | اوکراین  | ۴۵٫۱۶۶ | ۲     |          |
| ۹    | هلند     | ۴۰٫۹۷۹ | ۲     |          |
| ۱۰   | بلژیک    | ۳۷٫۲۰۰ | ۲     |          |
| ۱۱   | سوئیس    | ۳۴٫۳۷۵ | ۲     |          |
| ۱۲   | ترکیه    | ۳۲٫۶۰۰ | ۲     |          |
| ۱۳   | یونان    | ۳۱٫۹۰۰ | ۲     |          |
| ۱۴   | چک       | ۲۹٫۱۲۵ | ۲     |          |
| ۱۵   | رومانی   | ۲۶٫۲۹۹ | ۲     |          |
| ۱۶   | اتریش    | ۲۵٫۶۷۵ | ۱     |          |
| ۱۷   | کرواسی   | ۲۳٫۵۰۰ | ۱     |          |
| ۱۸   | قبرس     | ۲۲٫۳۰۰ | ۱     |          |

| رتبه | فدراسیون  | امتیاز | تیم‌ها | توضیحات |
| ---- | --------- | ------ | ----- | ------- |
| ۱۹   | لهستان    | ۲۱٫۵۰۰ | ۱     |         |
| ۲۰   | اسرائیل   | ۲۱٫۰۰۰ | ۱     |         |
| ۲۱   | بلاروس    | ۲۰٫۷۵۰ | ۱     |         |
| ۲۲   | دانمارک   | ۱۹٫۸۰۰ | ۱     |         |
| ۲۳   | اسکاتلند  | ۱۷٫۹۰۰ | ۱     |         |
| ۲۴   | سوئد      | ۱۷٫۷۲۵ | ۱     |         |
| ۲۵   | بلغارستان | ۱۶٫۷۵۰ | ۱     |         |
| ۲۶   | نروژ      | ۱۴٫۳۷۵ | ۱     |         |
| ۲۷   | صربستان   | ۱۳٫۸۷۵ | ۱     |         |
| ۲۸   | اسلوونی   | ۱۳٫۶۲۵ | ۱     |         |
| ۲۹   | آذربایجان | ۱۲٫۵۰۰ | ۱     |         |
| ۳۰   | اسلواکی   | ۱۱٫۲۵۰ | ۱     |         |
| ۳۱   | مجارستان  | ۱۱٫۰۰۰ | ۱     |         |
| ۳۲   | قزاقستان  | ۱۰٫۳۷۵ | ۱     |         |
| ۳۳   | مولداوی   | ۱۰٫۰۰۰ | ۱     |         |
| ۳۴   | گرجستان   | ۹٫۳۷۵  | ۱     |         |
| ۳۵   | فنلاند    | ۸٫۲۰۰  | ۱     |         |
| ۳۶   | ایسلند    | ۸٫۰۰۰  | ۱     |         |

| رتبه | فدراسیون        | امتیاز | تیم‌ها | توضیحات |
| ---- | --------------- | ------ | ----- | ------- |
| ۳۷   | بوسنی و هرزگوین | ۷٫۵۰۰  | ۱     |         |
| ۳۸   | لیختن اشتاین    | ۶٫۰۰۰  | ۰     |         |
| ۳۹   | مقدونیه         | ۵٫۸۷۵  | ۱     |         |
| ۴۰   | ایرلند          | ۵٫۷۵۰  | ۱     |         |
| ۴۱   | مونته‌نگرو       | ۵٫۶۲۵  | ۱     |         |
| ۴۲   | آلبانی          | ۵٫۳۷۵  | ۱     |         |
| ۴۳   | لوکزامبورگ      | ۵٫۱۲۵  | ۱     |         |
| ۴۴   | ایرلند شمالی    | ۴٫۸۷۵  | ۱     |         |
| ۴۵   | لیتوانی         | ۴٫۵۰۰  | ۱     |         |
| ۴۶   | لتونی           | ۴٫۲۵۰  | ۱     |         |
| ۴۷   | مالت            | ۴٫۲۰۸  | ۱     |         |
| ۴۸   | استونی          | ۳٫۵۰۰  | ۱     |         |
| ۴۹   | جزایر فارو      | ۳٫۵۰۰  | ۱     |         |
| ۵۰   | ولز             | ۲٫۸۷۵  | ۱     |         |
| ۵۱   | ارمنستان        | ۲٫۷۵۰  | ۱     |         |
| ۵۲   | آندورا          | ۰٫۸۳۳  | ۱     |         |
| ۵۳   | سن مارینو       | ۰٫۴۹۹  | ۱     |         |
| ۵۴   | جبل طارق        | ۰٫۲۵۰  | ۱     |         |
| ۵۵   | کوزوو           | ۰٫۰۰۰  | ۰     |         |

## وضعیت راهیابی تیم‌ها
در جدول زیر وضعیت راه‌یابی تیم‌ها به مراحل مختلف این دوره از لیگ قهرمانان اروپا نشان داده شده‌است.
| مرحلهٔ گروهی             |                        |                     |                       |          |
| بارسلونا (اول)          | بایرن مونیخ(اول)       | اسپورتینگ(دوم)      | کلوب بروژ(اول)        |          |
| رئال مادریدم. ع.ق.(دوم) | دورتموند(دوم)          | پاری سن ژرمن(اول)   | بازل(اول)             |          |
| اتلتیکو مادرید(سوم)     | بایر لورکوزن(سوم)      | لیون(دوم)           | بشیکتاش(اول)          |          |
| لستر سیتی(اول)          | یوونتوس(اول)           | زسکا مسکو(اول)      | سویا(لیگ اروپا)       |          |
| آرسنال(دوم)             | ناپولی(دوم)            | دینامو کیف(اول)     |                       |          |
| تاتنهام(سوم)            | بنفیکا(اول)            | آیندهوون(اول)       |                       |          |
| مرحلهٔ انتخابی           |                        |                     |                       |          |
| مسیر قهرمانان           | مسیر لیگ               | مسیر لیگ            | مسیر لیگ              | مسیر لیگ |
|                         | ویارئال(چهارم)         | مونشن‌گلادباخ(چهارم) | پورتو(سوم)            |          |
|                         | منچستر سیتی(چهارم)     | رم(سوم)             |                       |          |
| مرحلهٔ مقدماتی دور سوم   |                        |                     |                       |          |
| مسیر قهرمانان           | مسیر لیگ               | مسیر لیگ            | مسیر لیگ              | مسیر لیگ |
| المپیاکوس(اول)          | موناکو(سوم)            | اندرلشت(دوم)        | پائوک(دوم)            |          |
| ویکتوریا پلزن(اول)      | روستوف(دوم)            | یانگ بویز(دوم)      | اسپارتا پراگ(دوم)     |          |
| آسترا جورجو(اول)        | شاختار دونتسک(دوم)     | فنرباغچه(دوم)       | استوا بخارست(دوم)     |          |
|                         | آژاکس(دوم)             |                     |                       |          |
| مرحلهٔ مقدماتی دور دوم   |                        |                     |                       |          |
| ردبول زالتسبورگ(اول)    | نورکپنیگ(اول)          | آستانه(اول)         | دانداک(اول)           |          |
| دینامو زاگرب(اول)       | لودوگورتس رازگراد(اول) | شریف تیراسپول(اول)  | ملدوست پدگوریکا(اول)  |          |
| آپوئل(اول)              | روزنبورگ(اول)          | دینامو تفلیس(اول)   | پارتیزانی تیرانا(دوم) |          |
| لگیا ورشو(اول)          | ستاره سرخ بلگراد(اول)  | اس‌جی‌کی(اول)         | دودلانژ(اول)          |          |
| هاپوئل بیر شوا(اول)     | المپیا لیوبلیانا(اول)  | اف‌اچ(اول)           | کروسادرز(اول)         |          |
| باته بوریسف(اول)        | قره‌باغ(اول)            | زرینسکی موستار(اول) | زالگیریس ویلنیوس(اول) |          |
| کپنهاگن(اول)            | ترنچین(اول)            | واردار(اول)         | لیپایا(اول)           |          |
| سلتیک(اول)              | فرنس‌واروش(اول)         |                     |                       |          |
| مرحلهٔ مقدماتی دور اول   |                        |                     |                       |          |
| والتا(اول)              | توشهاون(اول)           | آلاشکرت(اول)        | تره پنه(اول)          |          |
| فلورا تالین(اول)        | نیو سنتس(اول)          | سانتا کولوما(اول)   | لینکولن رد ایمپس(اول) |          |

## مرحلهٔ مقدماتی
این مرحله سه دور دارد. تیم‌هایی که از لیگ‌هایی با رده‌های پایین‌تر می‌آیند به مرحلهٔ مقدماتی راه پیدا می‌کنند؛ به این ترتیب که هر چه تیم از لیگ پایین‌تری به این مسابقات راه پیدا بکند به دورهای اولیه تری از این مرحله وارد می‌شود، تا کار سخت تری را برای راه‌یابی به مرحلهٔ گروهی داشته باشد.
در این مرحله تیم ۱ در بازی دور رفت و تیم ۲ در بازی دور برگشت میزبان هستند.

### دور نخست مقدماتی
قرعه کشی این دور و دور دوم مقدماتی ۳۱ خرداد ماه ۱۳۹۵ صورت گرفت. دور رفت این مرحله در ۸ تیر ۱۳۹۵ و دور برگشت ۱۵ و ۱۶ تیر ۱۳۹۵ برگزار شد. ۸ تیم به این دور از مرحلهٔ مقدماتی راه می‌یابند.
| تیم ۱        | نتیجه نهایی | تیم ۲            | بازی رفت | بازی برگشت |
| ------------ | ----------- | ---------------- | -------- | ---------- |
| فلورا تالین  | ۳–۲         | لینکولن رد ایمپس | ۱–۲      | ۲–۰        |
| نیو سنتس     | ۱–۵         | تره پنه          | ۱–۲      | ۰–۳        |
| والتا        | ۲–۲(گ.ز. ح) | توشهاون          | ۰–۱      | ۲–۱        |
| سانتا کولوما | ۳–۰         | آلاشکرت          | ۰–۰      | ۳–۰        |

### دور دوم مقدماتی
دور رفت بازی‌های این مرحله در ۲۲ و ۲۳ تیر ۱۳۹۵ و دور برگشت آن‌ها در ۲۹ و ۳۰ تیر ۱۳۹۵ برگزار شد. ۳۰ تیم که به‌طور مستقیم به این مرحله راه یافته‌اند با ۴ تیم راه یافته از دور قبل، ۳۴ تیم حاضر در این دور را تشکیل می‌دهند.
| تیم ۱             | نتیجه نهایی | تیم ۲            | بازی رفت | بازی برگشت |
| ----------------- | ----------- | ---------------- | -------- | ---------- |
| قره‌باغ            | ۱–۳         | دودلانژ          | ۰–۲      | ۱–۱        |
| هاپوئل بیر شوا    | ۳–۲         | شریف تیراسپول    | ۳–۲      | ۰–۰        |
| المپیا لیوبلیانا  | ۶–۶(گ.ز. ح) | ترنچین           | ۴–۳      | ۲–۳        |
| ردبول زالتسبورگ   | ۰–۳         | لیپایا           | ۰–۱      | ۰–۲        |
| واردار            | ۵–۳         | دینامو زاگرب     | ۲–۱      | ۳–۲        |
| نیو سنتس          | ۳–۰         | آپوئل            | ۰–۰      | ۳–۰        |
| زرینسکی موستار    | ۳–۱         | لگیا ورشو        | ۱–۱      | ۲–۰        |
| لودوگورتس رازگراد | ۰–۵         | ملدوست پدگوریکا  | ۰–۲      | ۰–۳        |
| دینامو تفلیس      | ۱–۳         | آلاشکرت          | ۰–۲      | ۱–۱        |
| زالگیریس ویلنیوس  | ۲–۱         | آستانه           | ۰–۰      | ۲–۱        |
| پارتیزانی تیرانا  | ۲(۳)-(۱)۲   | فرنس‌واروش        | ۱–۱      | ۱–۱(و. ا)  |
| باته بوریسف       | ۲–۴         | اس‌جی‌کی           | ۰–۲      | ۲–۲        |
| والتا             | ۴–۲         | ستاره سرخ بلگراد | ۲–۱      | ۲–۱        |
| روزنبورگ          | ۴–۵         | نورکپنیگ         | ۱–۳      | ۳–۲        |
| دانداک            | ۳–۳(گ.ز. ح) | افاچ             | ۱–۱      | ۲–۲        |
| لینکولن رد ایمپس  | ۳–۱         | سلتیک            | ۰–۱      | ۳–۰        |
| کروسادرز          | ۹–۰         | کپنهاگن          | ۳–۰      | ۶–۰        |

### دور سوم مقدماتی
این دور از مرحلهٔ مقدماتی در دو قسمت انجام می‌شود: مسیر قهرمانان (برای قهرمانان لیگ‌ها) و مسیر لیگ (برای بقیه). بازندگان هر دو قسمت جواز حضور در مرحلهٔ انتخابی لیگ اروپا را کسب می‌کنند. در مجموع ۳۰ تیم در این مرحله حضور دارند.
به مسیر قهرمانان سه تیم به‌طور مستقیم راه می‌یابند و ۱۷ تیم برنده نیز از دور دوم مرحلهٔ مقدماتی به آن‌ها می‌پیوندند تا ۲۰ تیم حاضر در این قسمت را تشکیل دهند.
به مسیر لیگ هم ۱۰ تیم به‌طور مستقیم راه می‌یابند که ۱۰ تیم حاضر در این مرحله را تشکیل می‌دهند.
قرعه کشی دور سوم مرحلهٔ مقدماتی ۲۵ تیر ۱۳۹۵ انجام شد. دور رفت این رقابت‌ها ۵ و ۶ مرداد و دور برگشت آن‌ها ۱۲ و ۱۳ مرداد ۱۳۹۵ برگزار شد.
مسیر قهرمانان:
| تیم ۱             | نتیجه نهایی | تیم ۲            | بازی رفت | بازی برگشت |
| ----------------- | ----------- | ---------------- | -------- | ---------- |
| روزنبورگ          | ۴–۲         | آپوئل            | ۱–۲      | ۳–۰        |
| دینامو زاگرب      | ۰–۳         | دینامو تفلیس     | ۰–۲      | ۰–۱        |
| المپیاکوس         | ۱–۰         | هاپوئل بیر شوا   | ۰–۰      | ۱–۰        |
| آستانه            | ۳–۲         | سلتیک            | ۱–۱      | ۲–۱        |
| ترنچین            | ۱–۰         | لگیا ورشو        | ۱–۰      | ۰–۰        |
| ویکتوریا پلزن     | ۱–۱(گ.ز. ح) | قره‌باغ           | ۰–۰      | ۱–۱        |
| آسترا جورجو       | ۴–۱         | کپنهاگن          | ۱–۱      | ۳–۰        |
| باته بوریسف       | ۳–۱         | دانداک           | ۰–۱      | ۳–۰        |
| لودوگورتس رازگراد | ۴–۶         | ستاره سرخ بلگراد | ۲–۲      | ۲–۴(و. ا)  |
| پارتیزانی تیرانا  | ۳–۰         | ردبول زالتسبورگ  | ۱–۰      | ۲–۰        |

مسیر لیگ:
| تیم ۱         | نتیجه نهایی | تیم ۲        | بازی رفت | بازی برگشت |
| ------------- | ----------- | ------------ | -------- | ---------- |
| آژاکس         | ۲–۳         | پائوک        | ۱–۱      | ۱–۲        |
| اسپارتا پراگ  | ۳–۱         | استوا بخارست | ۱–۱      | ۲–۰        |
| شاختار دونتسک | ۲(۲)-(۴)۲   | یانگ بویز    | ۰–۲      | ۲–۰(و. ا)  |
| روستوف        | ۲–۴         | اندرلشت      | ۲–۲      | ۰–۲        |
| فنرباغچه      | ۴–۳         | موناکو       | ۱–۲      | ۳–۱        |

## مرحلهٔ انتخابی
دور انتخابی نیز دو قسمت دارد: مسیر قهرمانان و مسیر لیگ. بازندگان هر دو قسمت جواز حضور در مرحلهٔ گروهی لیگ اروپا را کسب می‌کنند. در مجموع ۲۰ تیم در این مرحله حضور دارند.
در مسیر قهرمانان، ۱۰ تیم برنده در مسیر قهرمانان دور سوم مرحلهٔ مقدماتی، ۱۰ تیم حاضر در این قسمت را تشکیل می‌دهند.
در مسیر لیگ هم ۵ تیم برنده در مسیر لیگ دور سوم مرحلهٔ مقدماتی، به ۵ تیمی که به‌طور مستقیم به این مرحله راه یافته‌اند می‌پیوندند و ۱۰ تیم حاضر در این مرحله را تشکیل می‌دهند.
قرعه کشی این مرحله ۱۵ مرداد ۱۳۹۵ انجام شد. دور رفت این مسابقات ۲۶ و ۲۷ مرداد ۱۳۹۵ و دور برگشت آن‌ها در ۲ و ۳ شهریور ۱۳۹۵ برگزار شدند.
در این مرحله تیم ۱ در بازی دور رفت و تیم ۲ در بازی دور برگشت میزبان هستند.
مسیر قهرمانان:
| تیم ۱             | نتیجه نهایی | تیم ۲           | بازی رفت | بازی برگشت |
| ----------------- | ----------- | --------------- | -------- | ---------- |
| لودوگورتس رازگراد | ۲–۴         | ویکتوریا پلزن   | ۰–۲      | ۲–۲        |
| سلتیک             | ۴–۵         | هاپوئل بیر شوا  | ۲–۵      | ۲–۰        |
| کپنهاگن           | ۱–۲         | آپوئل           | ۰–۱      | ۱–۱        |
| دانداک            | ۳–۱         | لگیا ورشو       | ۲–۰      | ۱–۱        |
| دینامو زاگرب      | ۲–۳         | ردبول زالتسبورگ | ۱–۱      | ۱–۲(و. ا)  |

مسیر لیگ:
| تیم ۱        | نتیجه نهایی | تیم ۲        | بازی رفت | بازی برگشت |
| ------------ | ----------- | ------------ | -------- | ---------- |
| استوا بخارست | ۶–۰         | منچستر سیتی  | ۵–۰      | ۱–۰        |
| پورتو        | ۱–۴         | رم           | ۱–۱      | ۰–۳        |
| آژاکس        | ۵–۲         | روستوف       | ۱–۱      | ۴–۱        |
| یانگ بویز    | ۹–۲         | مونشن‌گلادباخ | ۳–۱      | ۶–۱        |
| ویارئال      | ۳–۱         | موناکو       | ۲–۱      | ۱–۰        |

## مرحلهٔ گروهی
مرحلهٔ گروهی اولین مرحله از مراحل اصلی رقابت‌های این لیگ است که در قالب هشت گروه چهار تیمی برگزار می‌شود. قرعه کشی به کمک چهار گلدان C , B، A و D، که هر گلدان هشت تیم را در بر می‌گیرد انجام می‌شود. هفت تیمی که در هفت لیگ برتر اروپا قهرمان شده‌اند به همراه قهرمان دورهٔ قبل این رقابت‌ها در گلدان A و سایر تیم‌ها به همراه قهرمان لیگ اروپای دورهٔ قبل بر حسب امتیازی که یوفا به آن‌ها می‌دهد در گلدان‌های B یا C یا D قرار می‌گیرند. قرعه کشی این مرحله در موناکو در تاریخ ۴ شهریور ۱۳۹۵ انجام شد. ۱۰ تیم راه یافته از مرحلهٔ انتخابی به ۲۲ تیمی که به‌طور مستقیم به این مرحله راه یافته‌اند، می‌پیوندند تا ۳۲ تیم حاضر در این مرحله مشخص شوند. تیم‌های اول و دوم هر گروه به مرحلهٔ یک‌هشتم نهایی این رقابت‌ها و تیم سوم هر گروه به مرحلهٔ یک شانزدهم نهایی لیگ اروپا راه می‌یابند.
مسابقات به صورت رفت و برگشت انجام می‌شوند که سه مسابقهٔ دور رفت در تاریخ ۲۳ و ۲۴ شهریور (هفتهٔ اول)، ۶ و ۷ مهر (هفتهٔ دوم) و ۲۷ و ۲۸ مهر ۱۳۹۵(هفتهٔ سوم) و سه مسابقهٔ دور برگشت در تاریخ ۱۱ و ۱۲ آبان (هفتهٔ چهارم)، ۲ و ۳ آذر (هفتهٔ پنجم) و ۱۶ و ۱۷ آذر ۱۳۹۵(هفتهٔ ششم) برگزار شدند.
لیست زیر نام باشگاه‌هایی که به‌طور مستقیم به این مرحله از رقابت‌ها راه یافته‌اند را به ترتیب رتبهٔ لیگ داخلی کشورها نشان می‌دهد. همچنین رتبهٔ آن تیم‌ها در لیگ کشورشان در فصل گذشته و گلدان بندی آن‌ها در قرعه کشی مرحلهٔ گروهی داخل پرانتز آورده شده‌است.
باشگاه‌های راه یافته از لیگ کشورهایی که ۳ باشگاه را مستقیم صعود می‌دهند:
 اسپانیا: بارسلونا (اول، در گلدان A)، رئال مادرید (دوم، در گلدان A)، اتلتیکو مادرید (سوم، در گلدان B) + سویا (قهرمانی در لیگ اروپا ۱۶–۲۰۱۵، در گلدان B)
 انگلستان: لستر سیتی (اول، در گلدان A)، آرسنال (دوم، در گلدان B)، تاتنهام (سوم، در گلدان C)
 آلمان: بایرن مونیخ (اول، در گلدان A)، دورتموند (دوم، در گلدان B)، بایر لورکوزن (سوم، در گلدان B)
باشگاه‌های راه یافته از لیگ کشورهایی که ۲ باشگاه را مستقیم صعود می‌دهند:
 ایتالیا: یوونتوس (اول، در گلدان A)، ناپولی (دوم، در گلدان B)
 پرتغال: بنفیکا (اول، در گلدان A)، اسپورتینگ (دوم، در گلدان C)
 فرانسه: پاری سن ژرمن (اول، در گلدان A)، لیون (دوم، در گلدان C)
باشگاه‌های راه یافته از لیگ کشورهایی که ۱ باشگاه را مستقیم صعود می‌دهند:
 روسیه: زسکا مسکو (اول، در گلدان A)
 اوکراین: دینامو کیف (اول، در گلدان C)
 هلند: آیندهوون (اول، در گلدان C)
 بلژیک: کلوب بروژ (اول، در گلدان C)
 سوئیس: بازل (اول، در گلدان C)
 ترکیه: بشیکتاش (اول، در گلدان D)
لیست زیر هم نام باشگاه‌هایی که از مرحلهٔ انتخابی به مرحلهٔ گروهی راه یافته‌اند را نشان می‌دهد. همچنین رتبهٔ آن تیم‌ها در لیگ کشورشان در فصل گذشته و گلدان بندی آن‌ها در قرعه کشی مرحلهٔ گروهی داخل پرانتز آورده شده‌است.
مسیر قهرمانان: لودوگورتس رازگراد (اول، در گلدان D)، سلتیک (اول، در گلدان D)، کپنهاگن (اول، در گلدان D)، لگیا ورشو (اول، در گلدان D)، دینامو زاگرب (اول، در گلدان D).
مسیر لیگ: منچستر سیتی (چهارم، در گلدان B)، پورتو (سوم، در گلدان B)، روستوف (دوم، در گلدان D)، مونشن‌گلادباخ (چهارم، در گلدان C)، موناکو (سوم، در گلدان D).
همچنین تیم جوانان تیم‌های حاضر در این مرحله از لیگ قهرمانان اروپا، در مرحلهٔ گروهی لیگ جوانان اروپا شرکت می‌کنند. در این دوره از لیگ قهرمانان اروپا تیم‌های روستوف و لستر سیتی نخستین حضور خود در مرحلهٔ گروهی این رقابت‌ها را تجربه می‌کنند.

## قهرمان
| قهرمان لیگ قهرمانان اروپا ۱۷–۲۰۱۶ |
| --------------------------------- |
| رئال مادرید                       |
| دوازدهمین قهرمانی                 |